# Milka Trnina

„Walküre“ aus dem „Ring des Nibelungen“

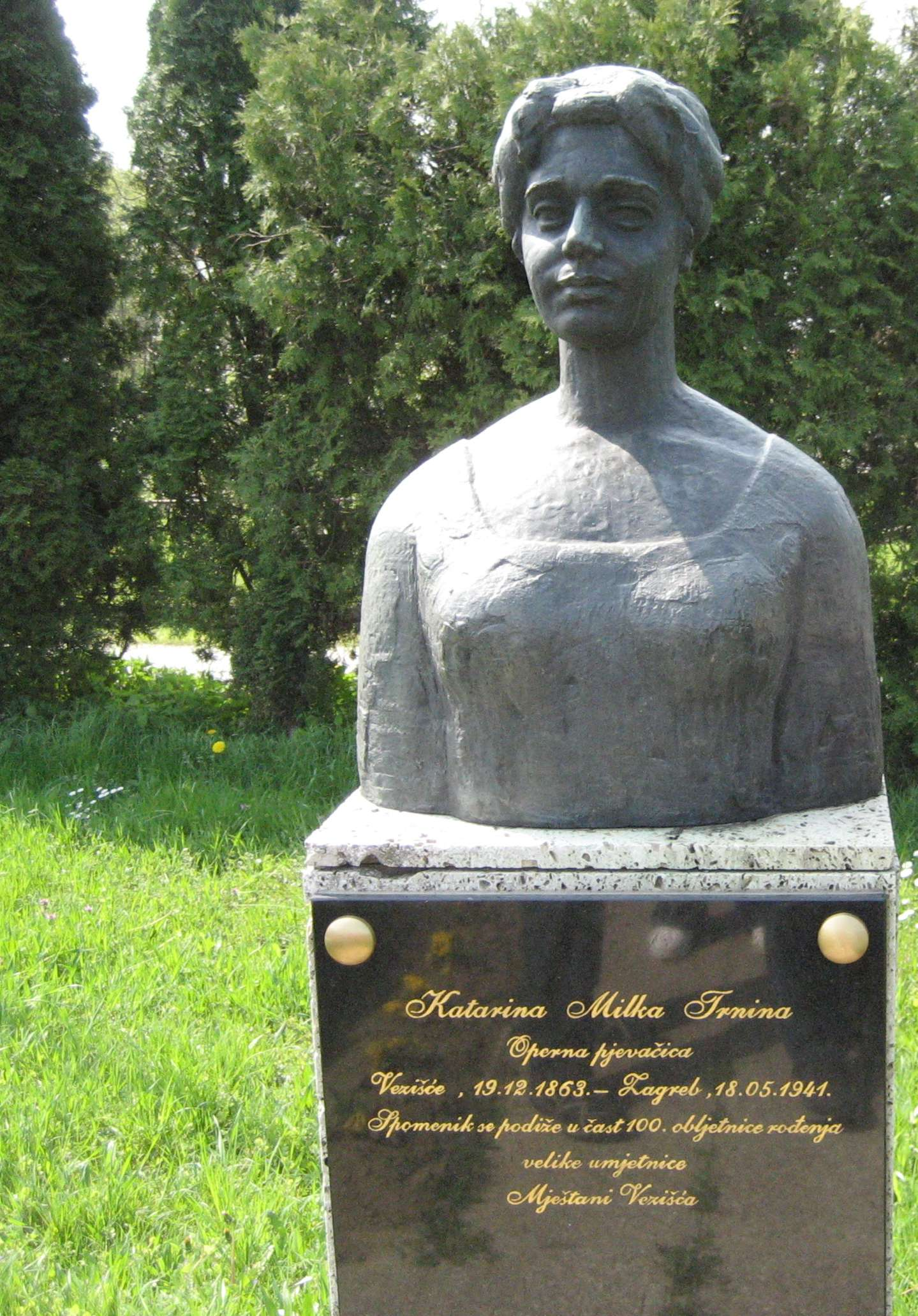
Milka-Trinina-Denkmal in ihrem Geburtsort Vezišće

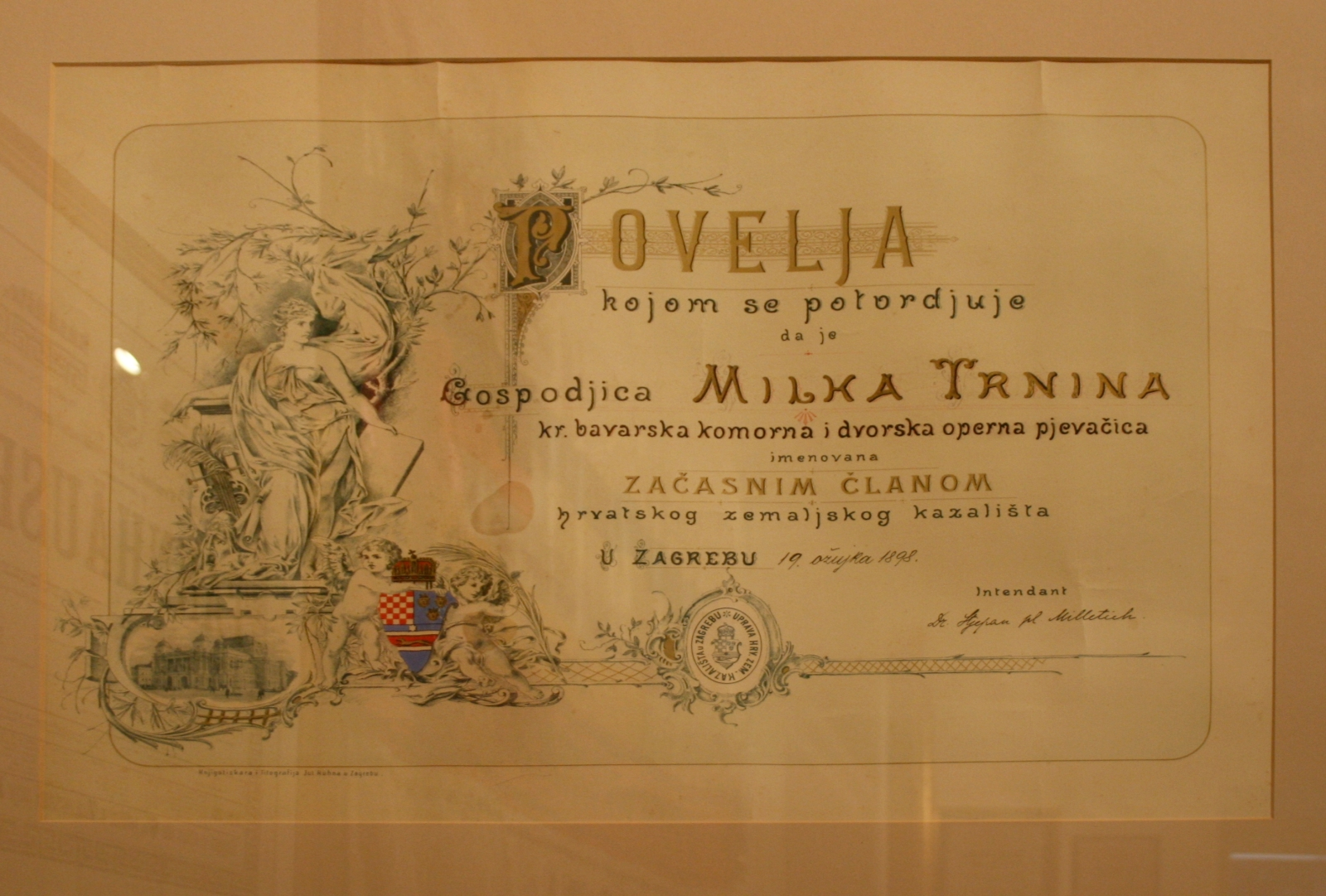
Urkunde über die Ehrenmitgliedschaft am kroatischen Landestheater

Milka Trnina, auch Milka Ternina (* 19. Oktober 1863 in Vezišće, Österreich-Ungarn; † 26. Mai 1941 in Zagreb, Unabhängiger Staat Kroatien) war eine Opernsängerin.

## Leben
Die Sopranistin trat an allen großen Opernhäusern in Deutschland, Russland, im Vereinigten Königreich und den Vereinigten Staaten auf. Ab 1890 bis zu ihrem gesundheitlich bedingten Rückzug von der Bühne gehörte sie dem Ensemble der Münchner Hofoper an. Auffallend war, dass sie trotz ihrer großen Erfolge an anderen Häusern nur ein einziges Mal zu den Bayreuther Festspielen eingeladen wurde und 1899 die Kundry im Parsifal sang. In zeitgenössischen Quellen wurden Differenzen über ein Engagement an der Metropolitan Opera in New York vorgebracht. Eine Auswertung von Briefwechseln durch Hannes Heer von 2012 ergab aber, dass die Bayreuther Festspielleitung sie fälschlicherweise für eine Jüdin hielt und sie deshalb aufgrund des in Bayreuth vorherrschenden Antisemitismus keine weiteren Einladungen mehr erhielt.
Ihr Repertoire umfasste die großen Rollen in Opern von Wolfgang Amadeus Mozart, Beethovens Fidelio, Richard Strauss’ (Arabella). Sie glänzte auch in Opern von Giacomo Puccini (Tosca) und Giuseppe Verdi (Aida). Am Höhepunkt ihrer Karriere gab Trnina am 1. Juni 1906 nach der Aufführung der Walküre in München mit einem einzigen Satz ihren Rückzug bekannt: „Danke, dies war mein letzter Auftritt!“
Die folgenden 35 Jahre verbrachte Trnina auf Reisen, als ehrenamtliche Professorin an der Musikakademie Zagreb (ab 1913) mit der Ausbildung junger Sänger, sowie mit karitativen Auftritten.
Eine ihrer bekanntesten Schülerinnen war Zinka Milanov. Den Erlös ihres Abschiedskonzerts in Zagreb (1.992 Kronen) spendete sie 1897 dem Verein zum Schutz der Plitvicer Seen (kroatisch: Društvo za uređivanje i poljepšavanje Plitvičkih jezera). Daher tragen gewisse Wasserfälle im Nationalpark Plitvicer Seen ihren Namen.
Sie wurde auf dem Mirogoj-Friedhof in Zagreb beigesetzt.

## Literatur

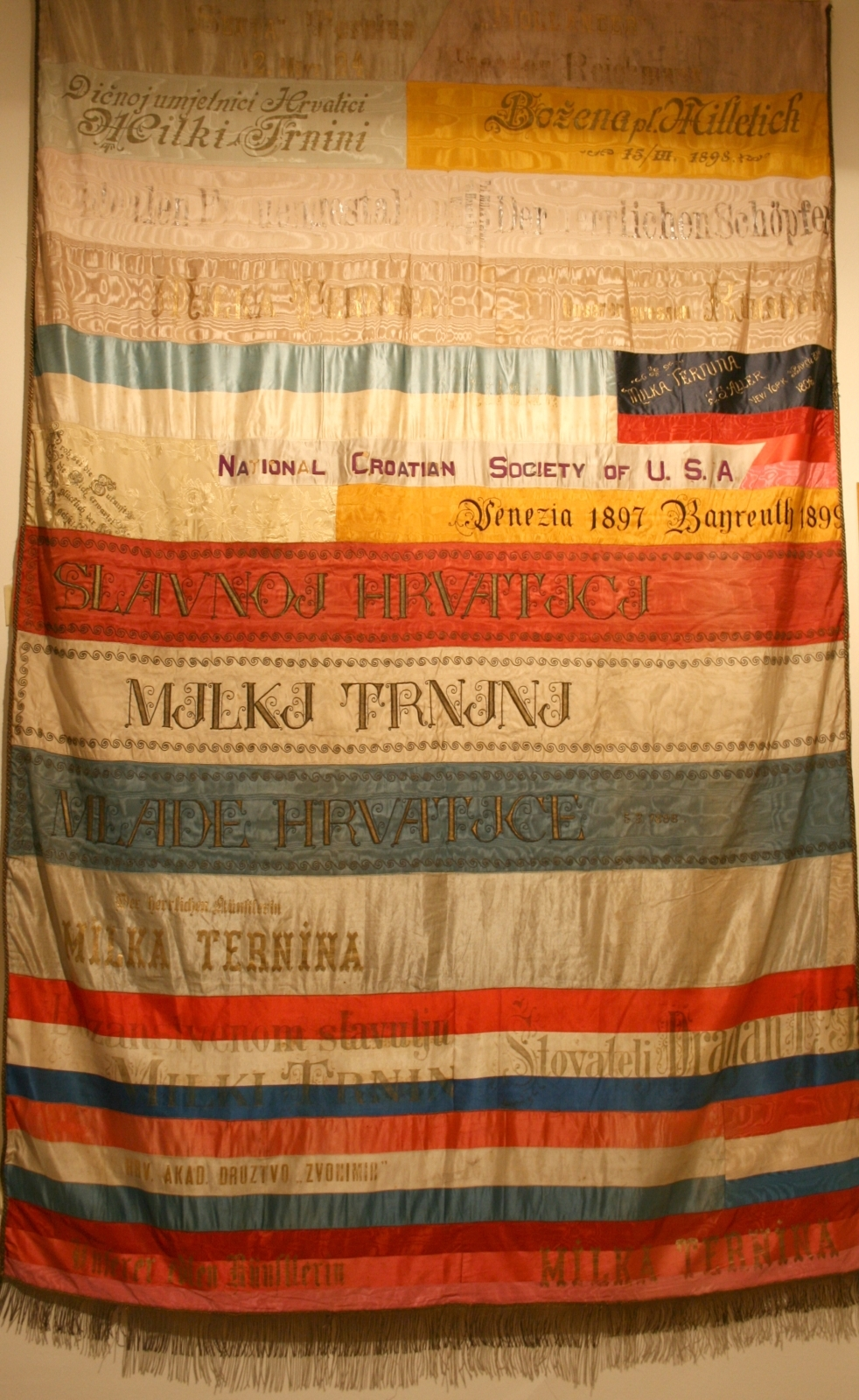
Zeitgenössisches Relikt